# Płońsk
Płońsk – miasto w Polsce w województwie mazowieckim, siedziba powiatu płońskiego. Położony jest 66 km na północny zachód od centrum Warszawy, na Wysoczyźnie Płońskiej nad rzeką Płonką.
Płońsk był miastem królewskim Korony Królestwa Polskiego w starostwie płońskim województwa płockiego w 1784.
Według danych GUS z 1 stycznia 2024 miasto liczyło 21 530 mieszkańców, będąc 23. najludniejszym miastem w województwie.

## Toponimia
Nazwa Płońsk pochodzi od nazwy rzeki, nad którą leży miasto lub od płonnych, czyli nieurodzajnych ziem, na których znajduje się Płońsk. Jest pochodzenia słowiańskiego – utworzono ją za pomocą prasłowiańskiego sufiksu -ьsk-. Przyrostkowy formant „-sk” w jęz. polskim oraz ogólnosłowiańskim jest formantem produktywnym dla nazw topograficznych i dzierżawczych, stanowiąc charakterystyczną cechę polskich geograficznych nazw miejscowych i przestrzennych. Oboczności tego formantu jak „-sk”, „-sko”, „-ck”, „-cko” oraz „-zk”, „-zko” charakterystyczne są dla bardzo dawnych nazw miejscowych nadawanych miejscowościom na terenie Polski, np. Gdańsk”, Bużesk, Łańsk, Słupsk, Płock, Przeworsk, Wąchock, Rajsko, Bielsko, Kłodzko, Radomsko, Sławsko itp.

## Demografia
Według danych z 2010 miasto miało 22 435 mieszkańców. Natomiast według danych z 31 grudnia 2017 miasto zamieszkiwało  22214 osób.

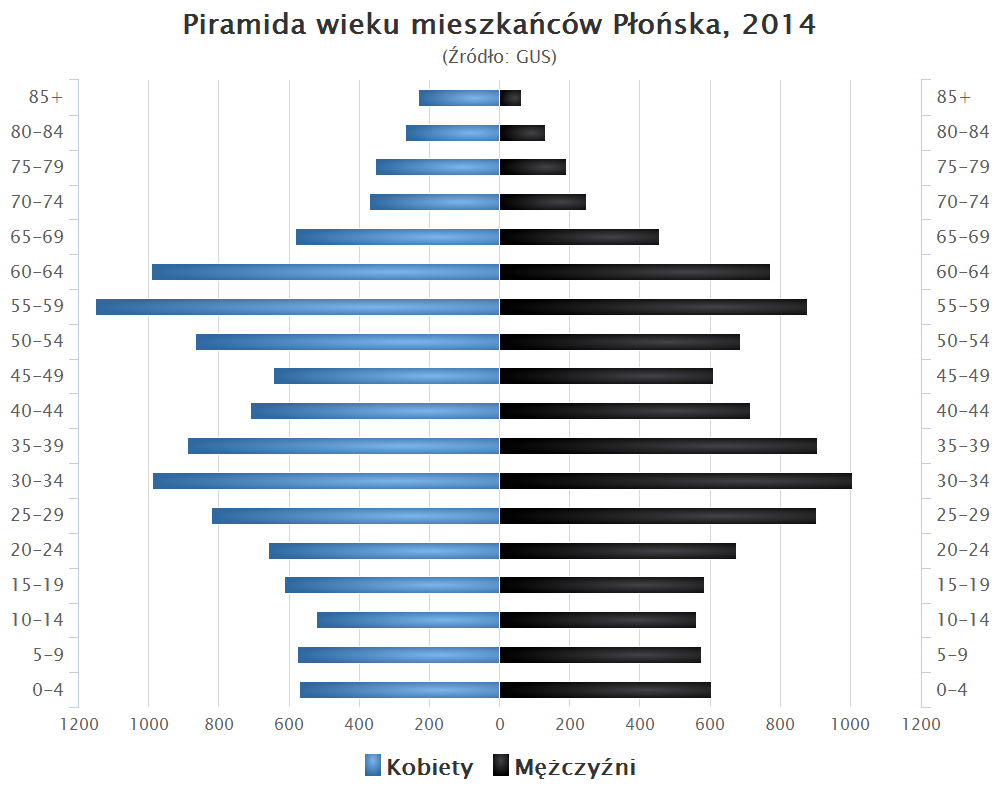
Piramida wieku mieszkańców Płońska w 2014

Dane z 30 czerwca 2005:
| Opis                              | Ogółem | Ogółem | Kobiety | Kobiety | Mężczyźni | Mężczyźni |
| --------------------------------- | ------ | ------ | ------- | ------- | --------- | --------- |
| Jednostka                         | osób   | %      | osób    | %       | osób      | %         |
| Populacja                         | 22 252 | 100    | 11 689  | 52,5    | 10 563    | 47,5      |
| Gęstość zaludnienia [mieszk./km²] | 1957,4 | 1957,4 | 1028,9  | 1028,9  | 928,5     | 928,5     |

## Historia

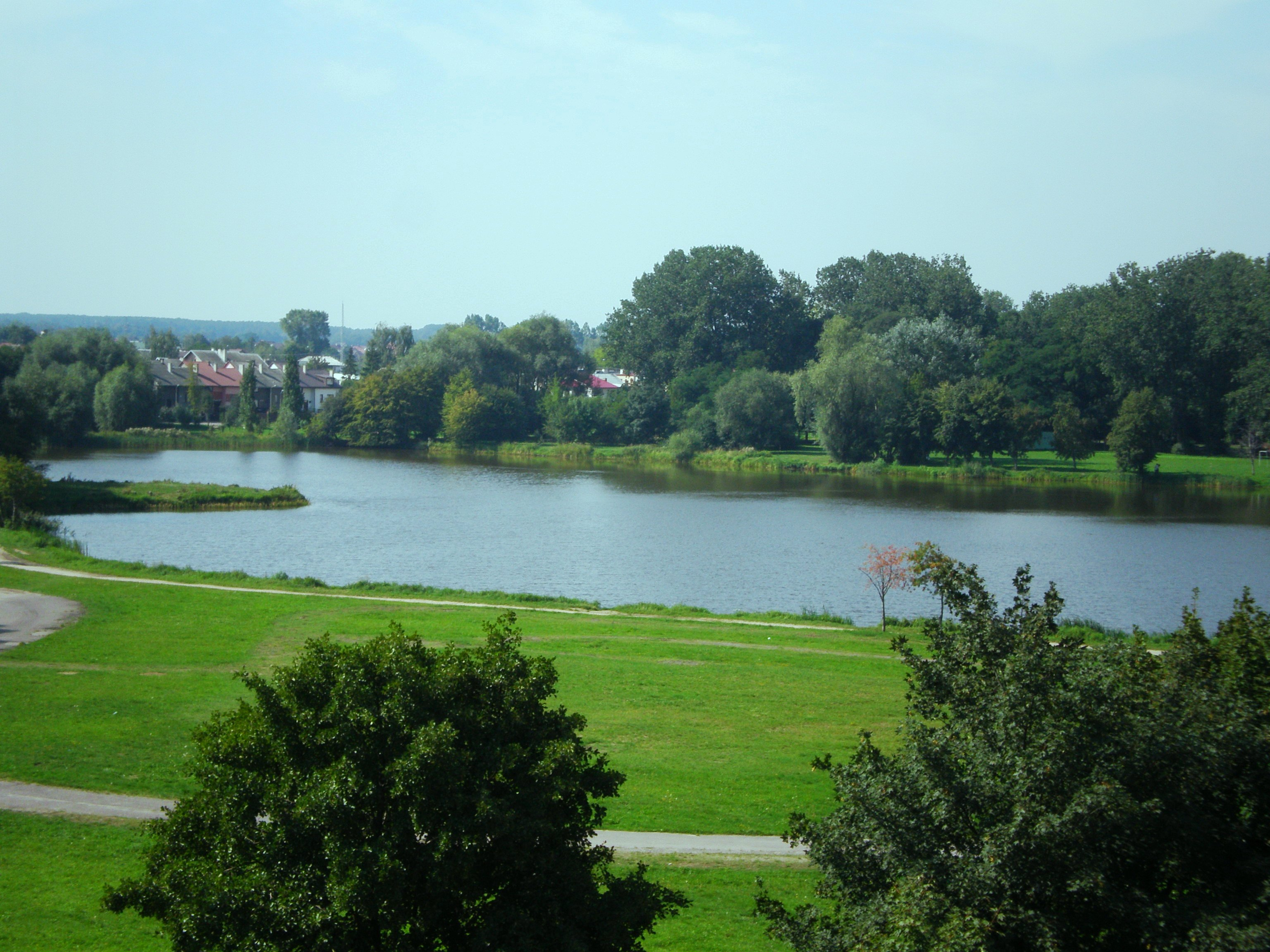
Jezioro Rutki

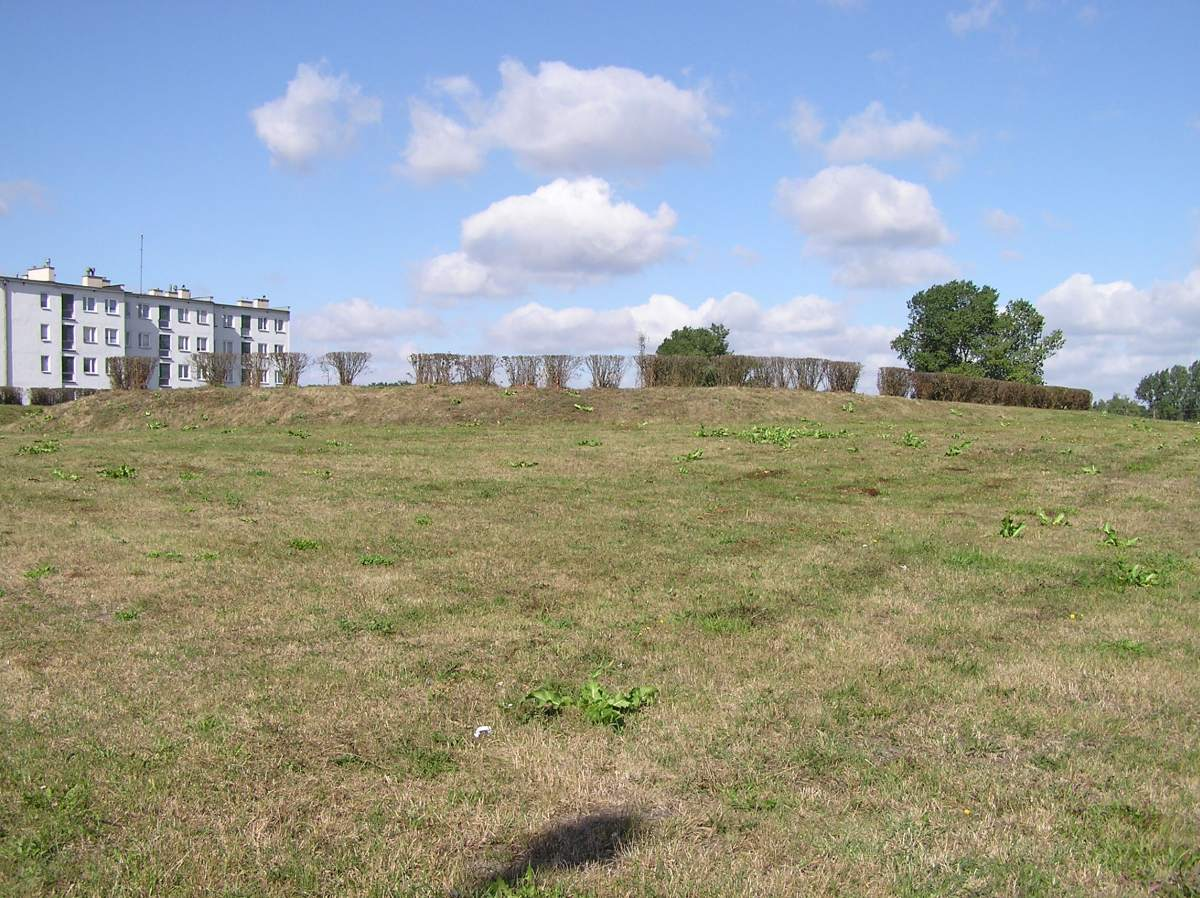
Grodzisko w Płońsku

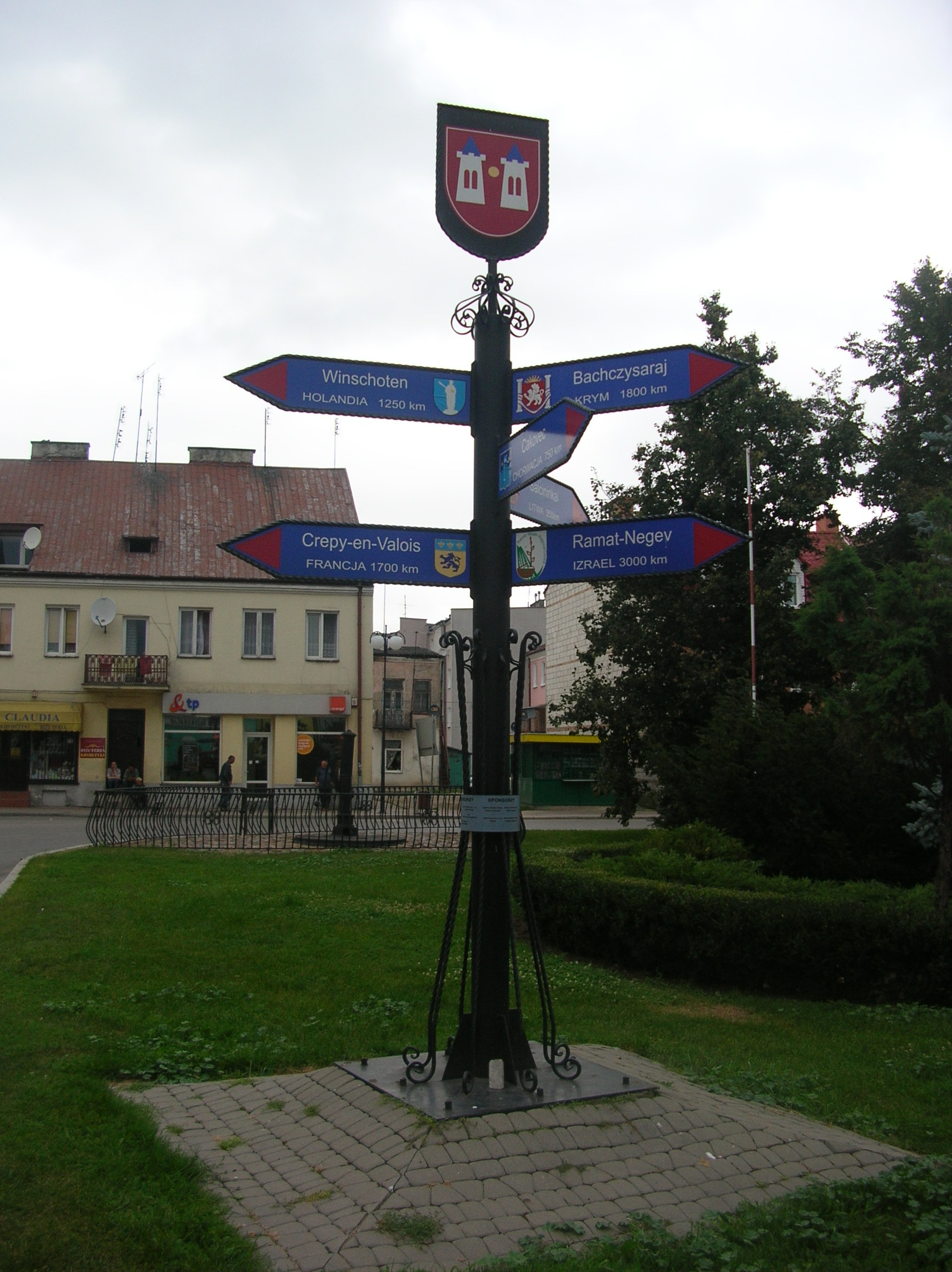
Rynek w Płońsku

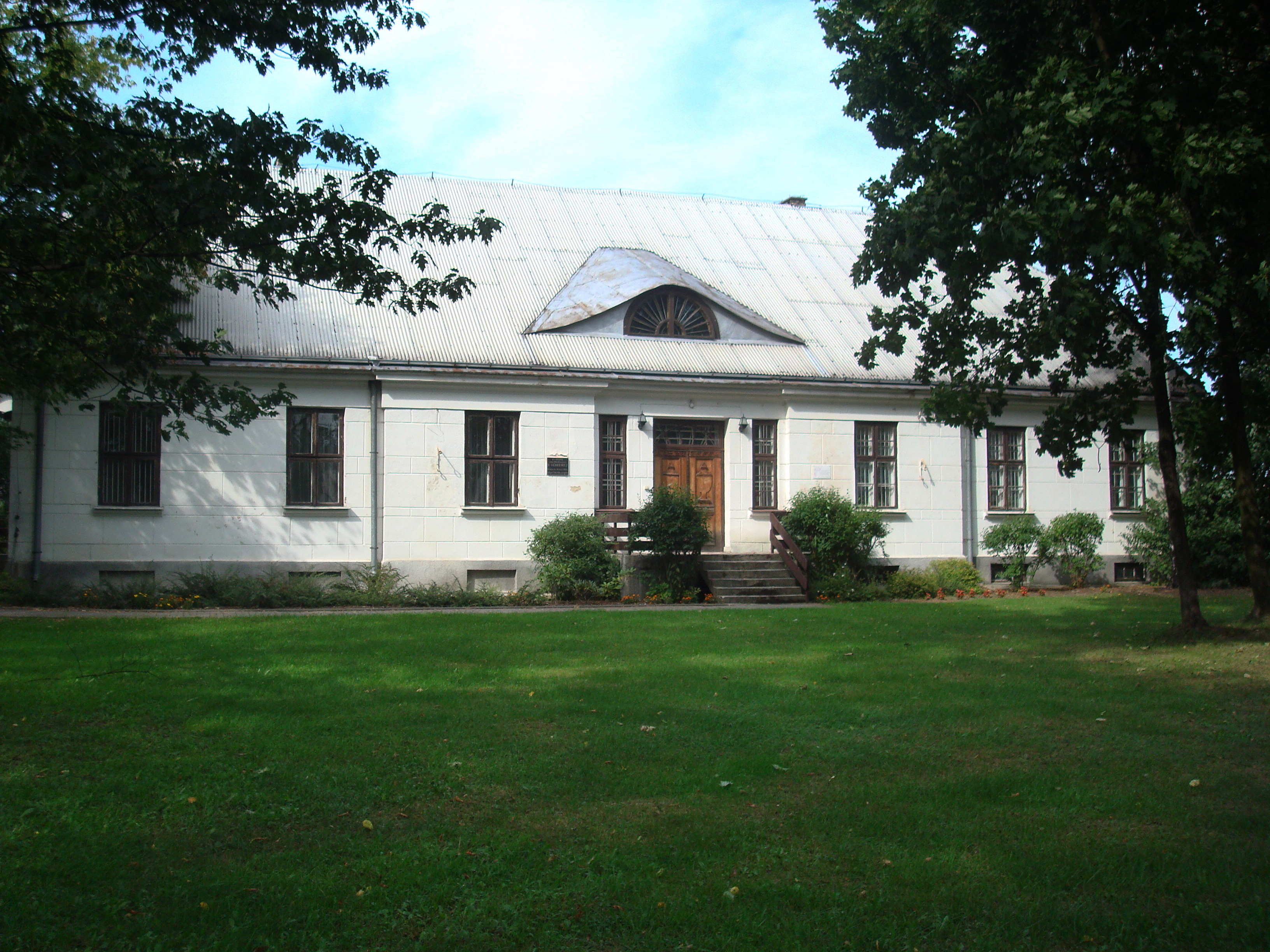
Dwór w Poświętnem tzw. „Sienkiewiczówka”

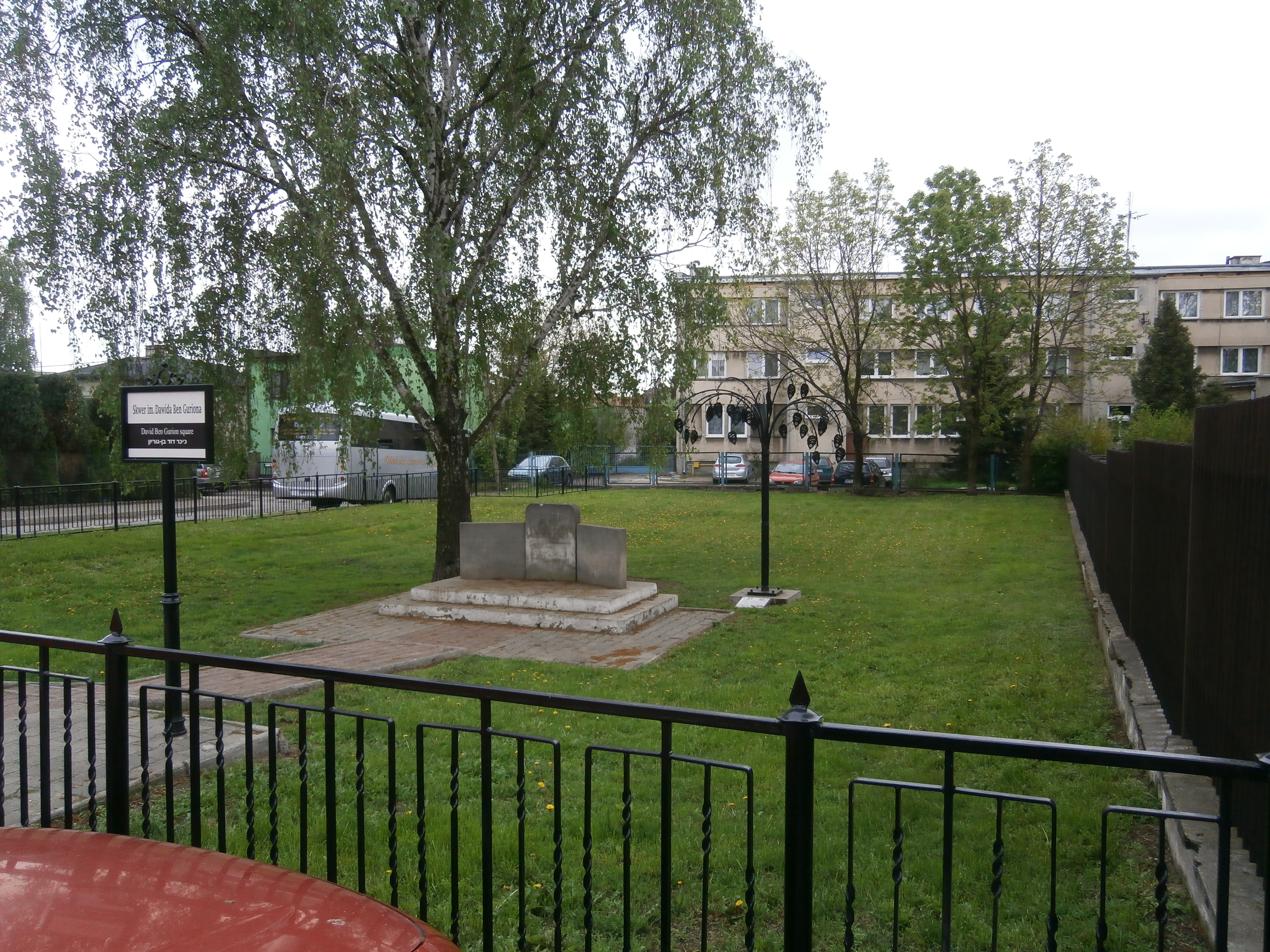
Skwer Dawida Ben Guriona w Płońsku przy ul. Wspólnej – miejsce po domu gdzie się urodził

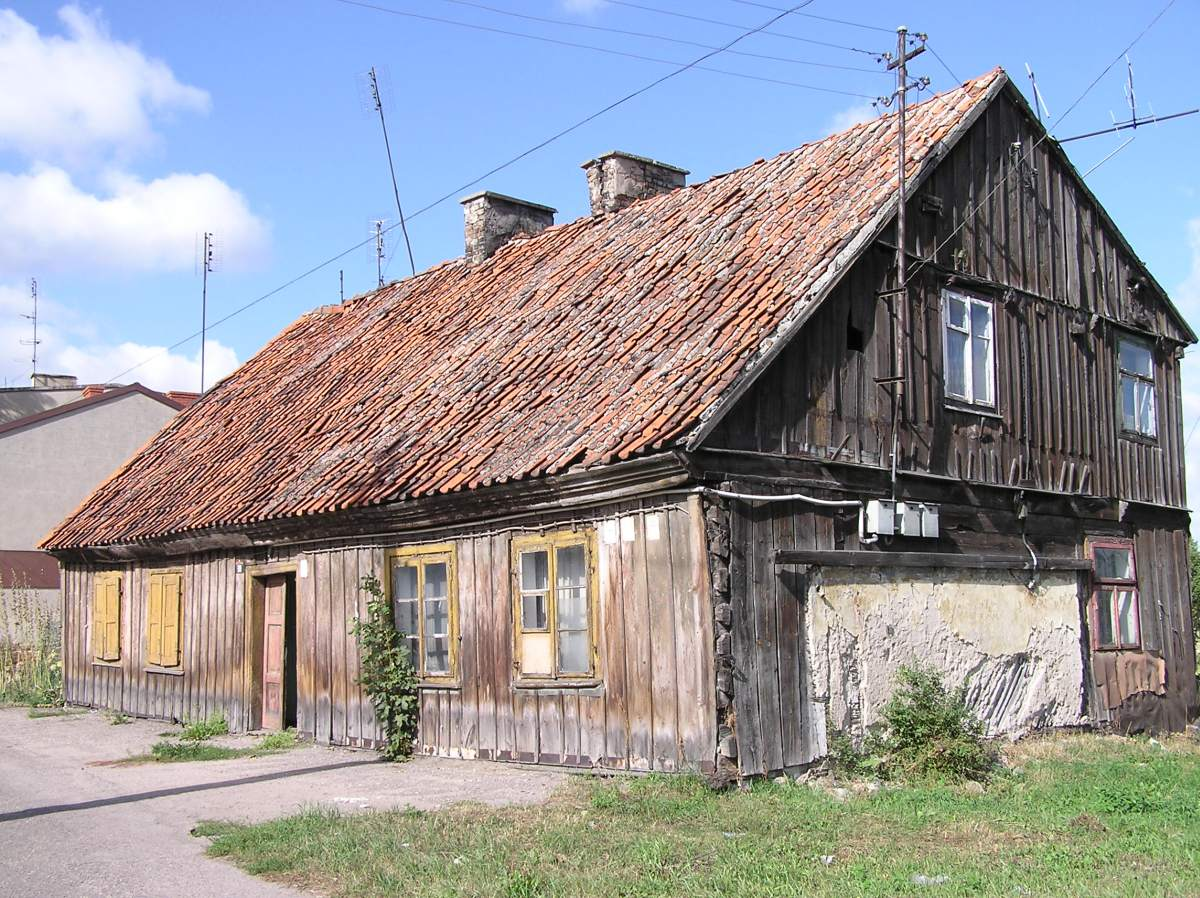
Stary dom w Płońsku (zburzony)

- 997 – badania archeologiczne wskazują, że pod koniec tego roku ścięto drzewa do budowy konstrukcji warownego grodu znajdującego się w okolicy ul. Pułtuskiej w Płońsku[9]. Zastosowana w nim konstrukcja hakowa, wskazuje, że gród ten powstał z inicjatywy Bolesława Chrobrego.
- 1065 – pierwsza, nieoficjalna wzmianka o płońskim grodzie w dokumentacjach książęcych, tzw. falsyfikat mogileński, gdzie Plonzch zostaje wymieniony na równi z innymi osadami Mazowsza.
- 1155 – pierwsza, oficjalna, historyczna wzmianka źródłowa o Płońsku jako grodzie książęcym w przywileju uposażeniowym księcia mazowieckiego Bolesława Kędzierzawego.
- 1384-1399 – Płońsk został pod zarządem zakonu krzyżackiego (pod niemiecką nazwą: Landkreis Plöhnen).
- 1400 – uzyskanie praw miejskich od księcia mazowieckiego Siemowita IV.
- 1417 – ufundowanie kościoła i klasztoru przez Siemowita IV i jego żonę Aleksandrę, siostrę Władysława Jagiełły; sprowadzenie Karmelitów Trzewiczkowych.
- 1446 – w Płońsku osiedlili się pierwsi Żydzi.
- 1495 – przyłączenie do Polski.
- 1507 – pierwsze świadectwo istnienia osiedla żydowskiego w Płońsku[10].
- 1525 – król Zygmunt I wziął miasto w obronę przed rabunkową gospodarką zastawnika i przed prześladowaniem przez niego płońskich mieszczan.
- 1527 – król Zygmunt I potwierdził prawa miejskie, herb oraz pieczęć Płońska.
- 1545 – król Zygmunt I nadał mieszczanom przywilej na ściąganie opłat mostowych.
- 1573 – król Stefan Batory potwierdził nowe prawa i przywileje.
- 1612 – miasto uzyskało prawo do odbywania drugiego targu.
- 1670 – król Michał Korybut Wiśniowiecki nadał miastu przywilej, na mocy którego Żydzi mogą budować domy, synagogi i produkować piwo; wzniesienie pierwszej synagogi w Płońsku.
- 1677 – król Jan III Sobieski potwierdził nowe prawa i przywileje.
- 1720 – król August II potwierdził nowe prawa i przywileje.
- 1749 – król August III potwierdził nowe prawa i przywileje.
- 1767 – król Stanisław August potwierdził nowe prawa i przywileje.
- 1789 – udział przedstawicieli władz miejskich Płońska: Wojciecha Majorkiewicza i Bonawentury Kierzkiewicza w tzw. czarnej procesji z udziałem delegatów miast królewskich
- 1795 – Płońsk przeszedł pod panowanie Prus (III rozbiór Polski).
- 1807 – Płońsk został włączony do Księstwa Warszawskiego.
- 1815 – Płońsk został włączony do Królestwa Polskiego.
- 1826 – pożar rynku[11].
- 1865-1866 – Henryk Sienkiewicz pracował jako guwerner u rodziny Weyherów.
- 1867 – Płońsk został miastem powiatowym.
- 1872 – Jan Walery Jędrzejewicz zaczął prowadzić stację meteorologiczną oraz obserwatorium astronomiczne.
- 1880 – powstała Ochotnicza Straż Ogniowa.
- 1885 – rozpoczęcie budowy cerkwi prawosławnej pw. św. Marii Magdaleny przy ul. Płockiej (jej uroczystej konsekracji dokonano ponad rok później). Świątynię tę wzniesiono na pamiątkę pobytu w Płońsku cara Aleksandra III i cesarzowej Marii Fiodorowny. Cerkiew nie zachowała się do czasów obecnych, gdyż zburzono ją wkrótce po odzyskaniu przez Polskę niepodległości[12].
- 1886 – urodził się Dawid Ben Gurion, w latach 1948–1953 i 1955-1963 premier i minister obrony Izraela.
- 1898 – po śmierci Jana Walerego Jędrzejewicza obserwatorium astronomiczne zostało przeniesione do Warszawy[13].
- 1905 – w listopadzie za organizowanie bojówek do walki z caratem został aresztowany i osadzony na Pawiaku dr Leon Rutkowski.
- 1915 – Płońsk został zajęty przez wojska niemieckie.
- 1917 – dzięki inicjatywie obywateli Płońska skupionych w Polskiej Macierzy Szkolnej, w Płońsku powstała najstarsza placówka szkolnictwa średniego na ziemi płońskiej – Gimnazjum Koła Polskiej Macierzy Szkolnej.
- 1918 – rozbrojenie Niemców przez Komitet Obywatelski.
- 16 sierpnia 1920  – doszło pod Płońskiem do bitwy z Bolszewikami, o której losach przesądził 1 Pułk Szwoleżerów pod dowództwem mjr Jerzego Grobickiego; w trzy godziny po bitwie na pole walki przybył gen. Władysław Sikorski, który udekorował wyróżniających się szwoleżerów Krzyżami Virtuti Militari.
- 1920/1921 – oddano do użytku hotel miejski.
- 1924 – Płońsk został włączony do sieci kolejowej.
- 1925 – budowa elektrowni.
- 1930 – zakończenie budowy i oddanie do użytku szpitala z udziałem prezydenta Ignacego Mościckiego.
- 1931 – rozbudowa łaźni miejskiej.
- 1932 – Stefan Kotarski założył Koło Literackie.
- 1933 – z Modlina do Płońska została przeniesiona Powiatowa Komenda Uzupełnień[14].
- 1935-1936 – uregulowano rzekę Płonkę.
- 1935 – powstała Publiczna Szkoła Dokształcenia Zawodowego.
- 1938 – oddano do użytku nowe targowisko.
- 1939 – II wojna światowa. Płońsk zajęły wojska niemieckie (miasto zostało wcielone do Niemiec pod nazwą Plöhnen).
- wrzesień 1940 – w rejonie ul. Warszawskiej i Zielonego Rynku Niemcy utworzyli getto dla ludności żydowskiej. Przeszło przez nie ok. 12 tys. osób z Płońska i okolicznych miejscowości[15]. Getto zostało zlikwidowane w listopadzie 1942, a jego mieszkańcy wywiezieni do obozu Auschwitz-Birkenau[15]
- 1945
  - 16 stycznia – hitlerowcy dokonali masowej egzekucji 78 mieszkańców Płońska i powiatu płońskiego na płońskich Piaskach
  - 19 stycznia – Płońsk został zajęty przez oddziały 65 Armii II Frontu Białoruskiego pod dowództwem gen. Pawła Batowa
- do 1954 – siedziba wiejskiej gminy Wójty Zamoście.
- 1966 – powstał Zespół Szkół Zawodowych.
- 1981 – powstała parafia św. Maksymiliana Kolbe.
- 1994 – biskup Zygmunt Kamiński dokonał uroczystej konsekracji nowego kościoła pw. Matki Boskiej Ostrobramskiej.
- 1997 – uzyskanie przez Płońsk tytułu Miasto-Orędownik Pokoju podczas X Zgromadzenia Generalnego Międzynarodowego Stowarzyszenia Miast Pokoju w Abidżanie (Wybrzeże Kości Słoniowej).
- 1999 – Płońsk został ponownie miastem powiatowym.

## Zabytki

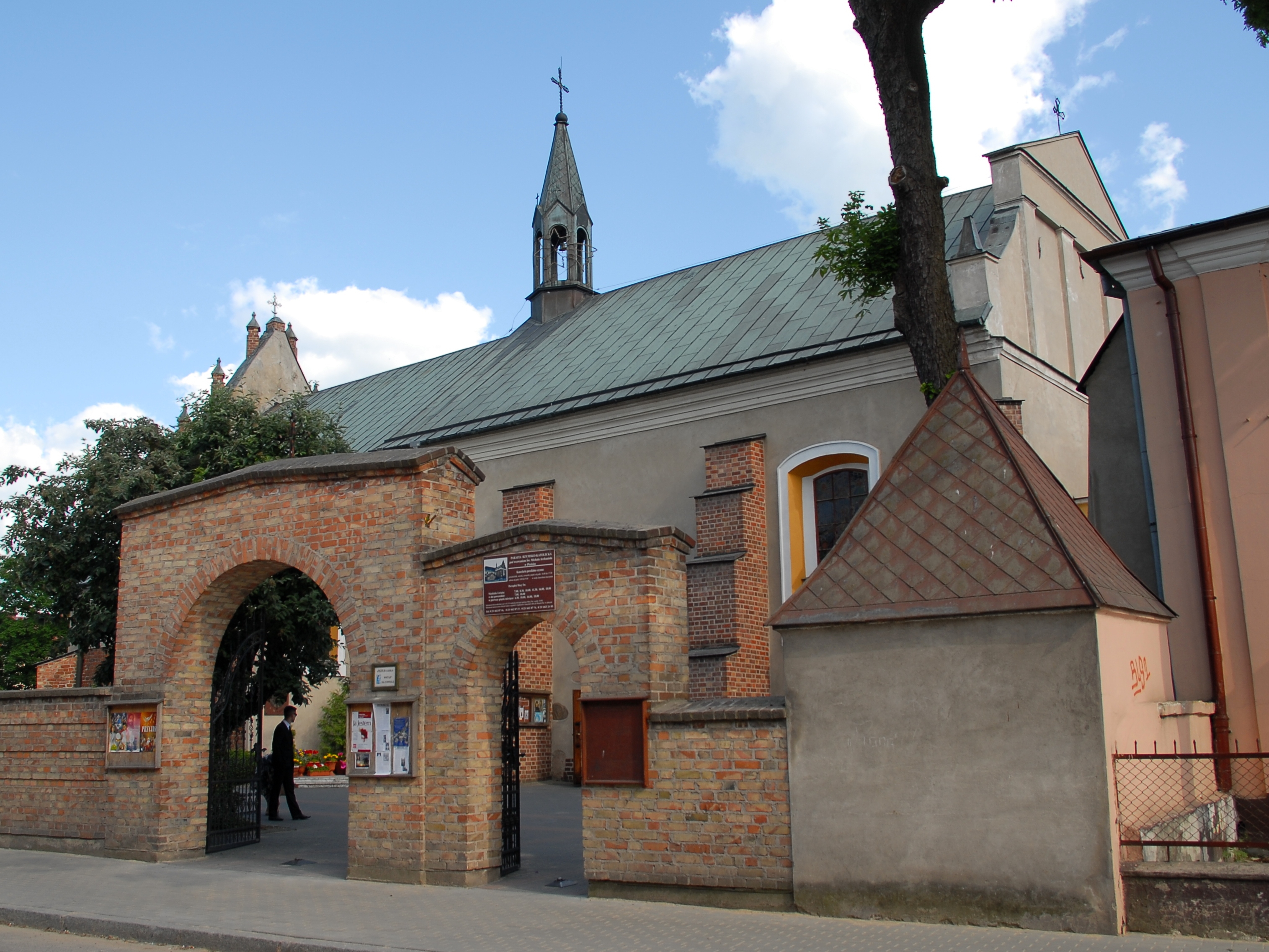
Kościół św. Michała Archanioła

- Układ urbanistyczny miasta ze znajdującą się na tym terenie zabudową i wylotami ulic
- Zespół pokarmelicki: Kościół parafialny pw. św. Michała Archanioła, dawniej klasztor, mur – XVI, XVIII w., dzwonnica, mur – II poł. XIX w. oraz całe wyposażenie wnętrz
- Wczesnośredniowieczne grodzisko pozostałość XI-wiecznego grodu o wymiarach 75 × 80 m, zwanego dawniej Górą Szwedzką lub Górą Łysą, obecnie nazywane Górą Kawałkowskiego ewentualnie Górą Kabana
- Zespół podworski: dwór, mur – I poł. XIX/XX w., oficyna, mur – koniec XIX w., budynek gospodarczy, mur, pozostałości parku – koniec XIX w.
- Więzienie, obecnie Areszt Śledczy, ul. Warszawska 49, mur – koniec XIX w.
- Zespół cmentarza parafialnego: cmentarz rzymskokatolicki (1779), kaplica grobowa małżeństwa Grobickich, mur (1876)
- Dom, ul. Rynek 4a – XIX w.
- Dom, pl. 15 sierpnia 21, 21a (dawniej ul. Rynek 21) – XIX w., dawny dom rodzinny Dawida Ben Guriona, tzw. Bengurionówka
- Dom Pamięci przy ul. Warszawskiej 2 - muzeum poświęcone historii płońskiej społeczności żydowskiej

## Transport

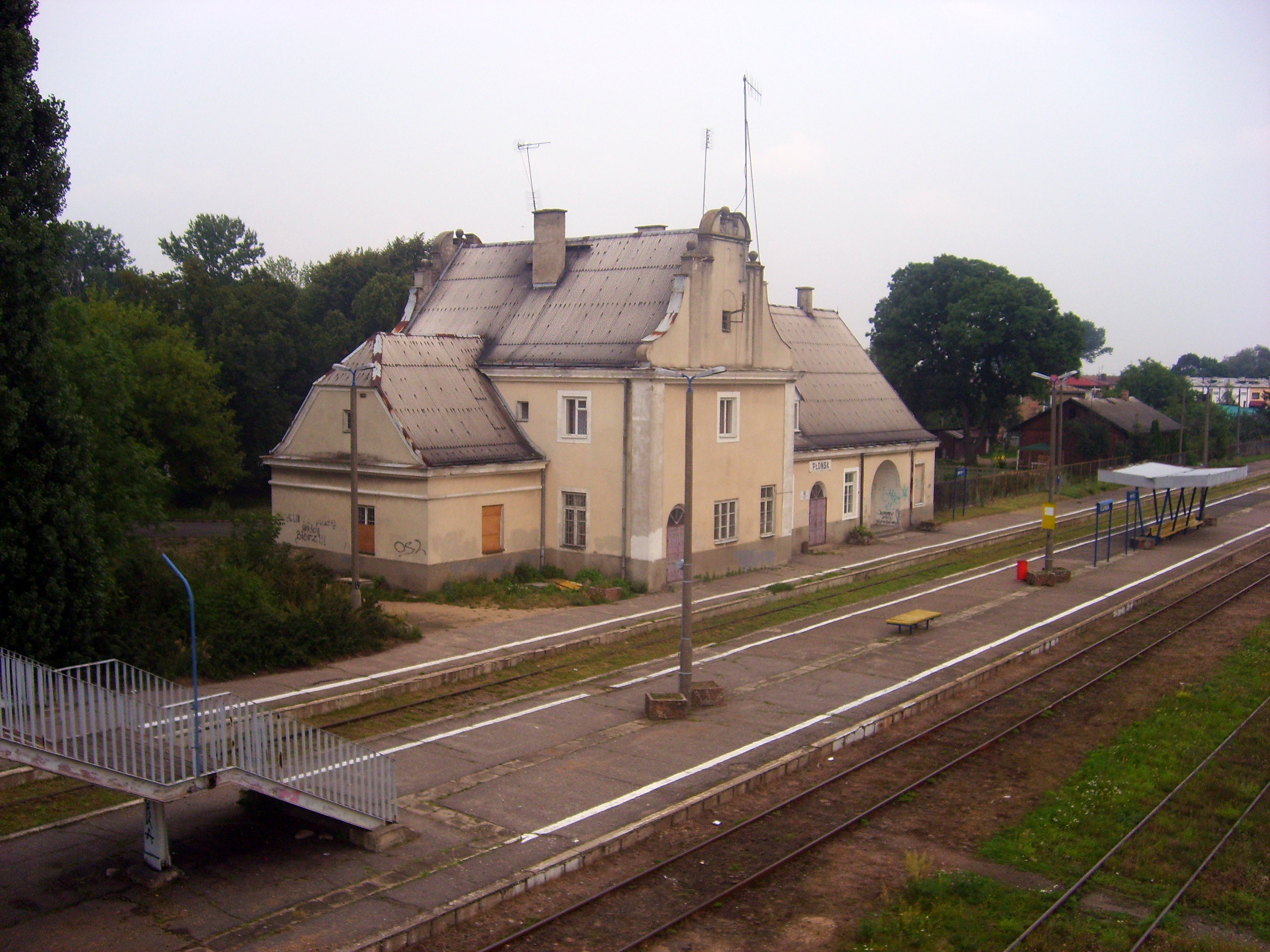
Stacja kolejowa w Płońsku

W roku 2013 przy ul. Sienkiewicza oddano do użytku sanitarne lądowisko.
Do lat 90. ważną rolę odgrywała sieć kolejowa z dworcem.

### Komunikacja miejska
W 2019 miasto przystąpiło do wdrażania systemu komunikacji miejskiej obejmującego dwie linie autobusowe. We wrześniu 2020 rozpisano przetarg na elektryczny autobus klasy MINI. Postępowanie wygrał Automet z pojazdem MiniCity Electric na bazie Mercedesa eSprintera. Pojazd przyjechał do miasta 7 czerwca 2021. W listopadzie 2020 miasto rozpisało przetarg na dostawę autobusu klasy MIDI. Przetarg wygrał Busimprot z modelem Isuzu NovoCity Life.
Od 1 października ruszyła w Płońsku komunikacja miejska – autobusy kursują na dwóch liniach. Bilety można kupić w biletomatach, które zostały zainstalowane w autobusach lub w siedzibie Zarządu Dróg i Mostów w Płońsku, ulica Zajazd 8.
Komunikacja miejska działa od poniedziałku do piątku.
- Linia nr 1 (zielona): Warszawska – Żołnierzy wyklętych – Wolności – Kopernika – Młodzieżowa
- Linia nr 2 (żółta): Warszawska – Krańcowa – Przemysłowa – Płocka – Szkolna[18]

| Typ autobusu                      | Rok produkcji                     | przewóz osób na wózkach           | klimatyzacja przestrzeni pasażerskiej | Liczba |
| --------------------------------- | --------------------------------- | --------------------------------- | ------------------------------------- | ------ |
| Automet Cityliner Smile Electric  | 2021                              | przewóz osób na wózkach           | klimatyzacja przestrzeni pasażerskiej | 1      |
| Isuzu NovoCity Life               | 2021                              | przewóz osób na wózkach           | klimatyzacja przestrzeni pasażerskiej | 1      |
| Wszystkie pojazdy                 | Wszystkie pojazdy                 | Wszystkie pojazdy                 | Wszystkie pojazdy                     | 2      |
| Udział autobusów niskopodłogowych | Udział autobusów niskopodłogowych | Udział autobusów niskopodłogowych | Udział autobusów niskopodłogowych     | 100%   |
| Udział autobusów klimatyzowanych  | Udział autobusów klimatyzowanych  | Udział autobusów klimatyzowanych  | Udział autobusów klimatyzowanych      | 100%   |

### Komunikacja regionalna i dalekobieżna
Transport dalekobieżny obsługuje PKS Ciechanów oraz prywatne firmy dysponujące busami.

## Kultura
- Kino Kalejdoskop
- Dom Kultury
- Galeria P
- Pracownia Dokumentacji Dziejów Miasta Płońska
- Stowarzyszenie Twórców Ziemi Płońskiej Art Płona (od 2005)
- Państwowa Szkoła Muzyczna I Stopnia w Płońsku
- Młodzieżowa Orkiestra Dęta
- Ludowy Zespół Artystyczny Płońsk
- Kupalnocka – Międzynarodowe Spotkania Folklorystyczne, które odbywają się z udziałem zespołów ludowych z różnych stron świata (od 1991)
- Ogólnopolski Konkurs Jednego Wiersza O Płońską Różę (od 1994)
- Zbliżenia – Europejski Festiwal Sztuki (od 2000)
- Perły i Perełki – promocja talentów – program dla utalentowanych dzieci i młodzieży;
- Mazowiecka Pyza (od 2002)
- Europejska Parada Orkiestr Dętych (od 2003)
- Grupa taneczna przy Młodzieżowej Orkiestrze Dętej Mażoretki
- Jednostka Strzelecka 1006 Płońsk
- Związek Harcerstwa Rzeczypospolitej
- Związek Harcerstwa Polskiego
- SHK "Zawisza" FSE
- Miejska Biblioteka Publiczna im. Henryka Sienkiewicza (od 1947)
- Szkoła Muzyki i Tańca „Nutka”

## Oświata
- Szkoła Podstawowa nr 1 im. Bolesława Chrobrego w Płońsk
- Szkoła Podstawowa nr 2 im. Jana Walerego Jędrzejewicza w Płońsku
- Szkoła Podstawowa nr 3 im. Stanisława Wyspiańskiego w Płońsku
- Szkoła Podstawowa nr 4 im. Św. Jana Pawła II w Płońsku
- Niepubliczna Szkoła Podstawowa „Żywioły”
- Zespół Szkół nr 1 im. Stanisława Staszica
- Zespół Szkół nr 2 im. Leona Rutkowskiego
- Zespół Szkół nr 3
- I Liceum Ogólnokształcące im. Henryka Sienkiewicza w Płońsku
- I Społeczne Liceum Ogólnokształcące
- Publiczna Szkoła Policealna w Płońsku
- Centrum Kształcenia Praktycznego w Płońsku
- Wyższa Szkoła Zarządzania i Prawa im. Heleny Chodkowskiej w Warszawie, Wydział Zamiejscowy w Płońsku
- Państwowa Szkoła Muzyczna I stopnia w Płońsku

## Sport
Kompleks obiektów sportowych należących do MCSiR zlokalizowany jest przy ul. Kopernika 3.
W jego skład wchodzą:
- hala sportowa (54 × 22 m), sala do ćwiczenia fitness oraz treningów sekcji bokserskiej, siłownia,
- pływalnia – basen sportowy (25 × 12,5 m), basen do nauki pływania (10 × 6 m), basen rekreacyjny, zjeżdżalnia o długości 106 m, 2 solaria, sauna, łaźnia parowa, gabinet masażu,
- bieżnia cegiełkowa z trzema skoczniami w dal, rzutniami do pchnięcia kulą, rzutu dyskiem i oszczepem,
- boiska do gry w piłkę nożną, siatkówkę plażową,
- teren do organizowania imprez plenerowych (okolice akwenu „Rutki”), korty tenisowe

### Kluby sportowe
- KS „Tęcza 34” Płońsk (klub nie działa od 2012 r.) – piłka nożna
- MKS Płońsk – lekkoatletyka
- Budowlani Inżynieria – boks
- AGR Płońsk – kolarstwo
- Sportowy Klub Tańca Towarzyskiego „Start”
- Klub Strzelectwa Sportowego „Sokół”
- WMKS Płońsk
- UKS Karate-dō
- RKST „Limes” Klub Rowerowy
- PAF Płońska Akademia Futbolu
- PTS Płońskie Towarzystwo Siatkarskie
- Pal-Bud Amatorska Drużyna Piłki Halowej

### Wydarzenia
- Mistrzostwa Polski w Boksie
- Mistrzostwa Polski w Kulturystyce i Fitness
- 64. Tour de Pologne (2007)
- Idea Mazovia Tour
- Puchar Syrenki – międzynarodowy turniej piłkarski reprezentacji juniorskich
- Ogólnopolska Olimpiada Młodzieży w sportach halowych (2010)

## Media
- Tygodnik Extra Płońsk
- Tygodnik „Płońszczak”
- Portale:
  - plonszczanin.pl
  - Plonszczak.pl
  - Płońsk24.pl
  - Płońsk online.pl
  - serwis plonskwsieci.pl
- Telewizja
  - Multi TV – telewizja lokalna
- Radio Płońsk –  93,6 FM.
- RMF MAXXX Mazowsze (Płońsk) – 90,2 FM
- Radio Maryja – 105,3 FM
- RMF FM - 103 , 0 FM
- PR1 - 103, 8 FM
- PR3 - 97, 9 FM
- Radio Zet - 96, 6 FM

## Wspólnoty wyznaniowe

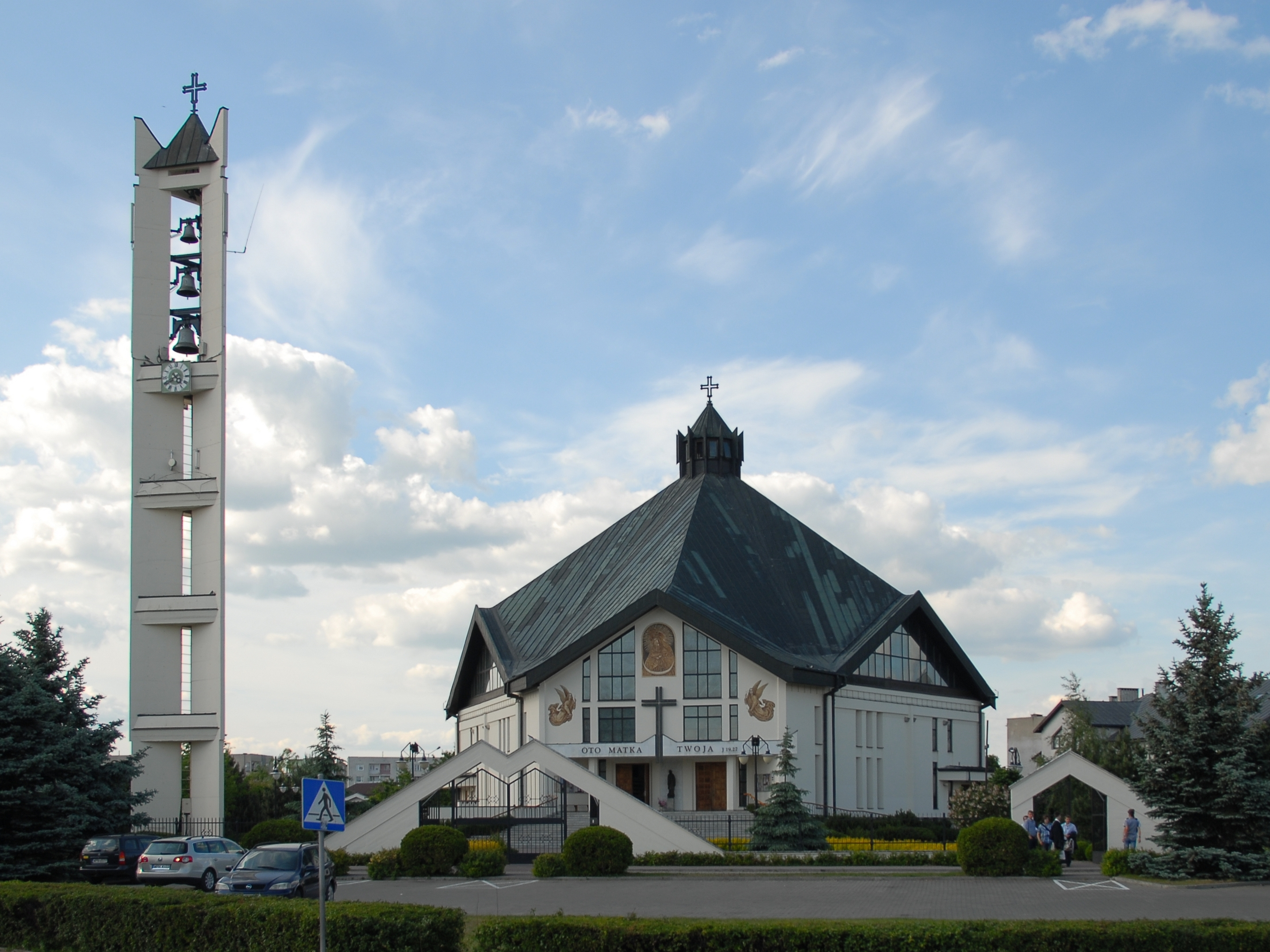
Kościół św. Maksymiliana Kolbego

Kościół Chrześcijański „Jezus Żyje”: 
- filia zboru Kościoła Chrześcijańskiego „Jezus Żyje” w Płocku[19]

Kościół rzymskokatolicki:
- parafia św. Maksymiliana Kolbego
- parafia pw. św. o. Pio w Płońsku
- parafia św. Michała Archanioła

Kościół Starokatolicki Mariawitów:
- wierni należą do parafii Świętych Apostołów Piotra i Pawła w Radzyminku.

Świadkowie Jehowy:
- bór Płońsk-Północ
- zbór Płońsk-Stare Miasto (Sala Królestwa ul. Rzemieślnicza)[20]

## Współpraca międzynarodowa
Miasta i gminy partnerskie:
- Kirjat Mockin[22]
- Čakovec
- Crépy-en-Valois
- Soleczniki
- Bakczysaraj
- Notaresco
- Mosciano Sant’Angelo

Płońsk jest sygnatariuszem Europejskiej karty równości kobiet i mężczyzn w życiu lokalnym.

## Honorowi Obywatele Płońska
- Stanisław Ryszard Dobrowolski – poeta i prozaik, żołnierz Armii Krajowej, w okresie okupacji pisał pieśni i wiersze patriotyczne, np. Warszawskie dzieci
- Witold Grzebski – profesor, od 1944 zastępca komendanta Obwodu Płońsk Armii Krajowej, o pseudonimie Motor
- Jan Ossowski – inżynier, prawdopodobnie autor projektu dzielnicy przemysłowej
- Shmuel Rifman – przewodniczący zaprzyjaźnionego okręgu Ramat ha-Negew
- Barbara Wachowicz – pisarka, związana głównie ze śladami życia i twórczością wybitnych polskich pisarzy, np. Henryka Sienkiewicza
- Szewach Weiss – politolog izraelski, w latach 1999–2004 ambasador Izraela w Polsce, odznaczony Krzyżem Wielkim Orderu Zasługi
- Stefan Wesołowski – profesor, urolog, członek Towarzystwa Chirurgów Polskich
- Jerzy Wierzchowski – były wojewoda ciechanowski
- Adam Struzik – polityk i samorządowiec, lekarz, marszałek województwa mazowieckiego

## Sąsiednie gminy
Płońsk (gmina wiejska)

## Pozostałe informacje

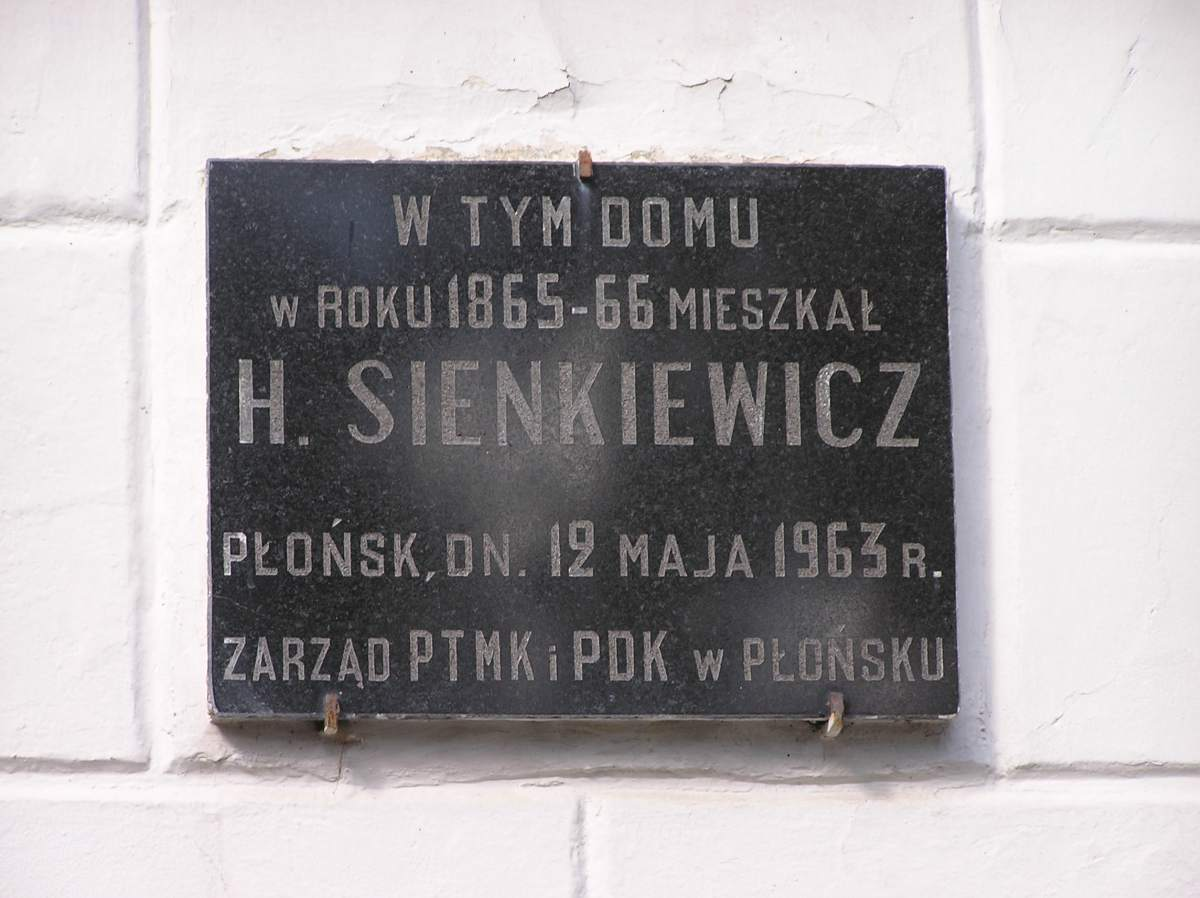
Tablica upamiętniająca Henryka Sienkiewicza na ścianie dworu w Poświętnem

- 7 IX 1383 książę mazowiecki Siemowit IV nadał w Płońsku miejskie prawo chełmińskie osadzie targowej Szreńsk oddalonej o 45 km na północny zachód od Płońska (zbiory Archiwum Głównego Akt Dawnych w Warszawie)
- Na przełomie XVII i XVIII wieku Płońsk był jednym z największych ośrodków polowań na czarownice w Polsce.
- Król Władysław IV zjeżdżał często na łowy do okolicznych lasów, spędzając dwa lub więcej tygodni w Płońsku.
- W Płońsku urodził się i spędził swoją młodość Dawid Ben Gurion (Dawid Grün) – współtwórca nowożytnego państwa Izrael i jego pierwszy premier.
- W II poł. XIX w. w Płońsku działał astronom Jan Walery Jędrzejewicz. Założył on obserwatorium astronomiczne i był autorem pierwszego w języku polskim podręcznika astronomii pt. Kosmografia (1886). Po jego śmierci prace kontynuował Leon Rutkowski.
- Henryk Sienkiewicz spędził rok w Poświętnem k. Płońska, gdzie napisał swoją pierwszą nieopublikowaną powieść Ofiara
- Miasto Płońsk od 1997 należy do Międzynarodowego Stowarzyszenia Miast Orędowników Pokoju, od 2004 Płońsk jest również członkiem Komitetu Wykonawczego tej organizacji.
- W Płońsku działa Pracownia Dokumentacji Dziejów Miasta, dokumentująca przeszłość i teraźniejszość ziemi płońskiej.
- Pierwszym klubem sportowym Tomasza Majewskiego był WMKS Płońsk.
- W płońskiej fabryce cukierniczej, należącej aktualnie do grupy Mondelēz International (w przeszłości będącej częścią Zakładów Przemysłu Cukierniczego im. 22 lipca d. E. Wedel), produkowane są do dziś Delicje Szampańskie, mimo wielu zmian własnościowych, zarówno marki, jak i fabryki.